# Christian Kux
Christian Kux (Chemnitz, 3 de mayo de 1985) es un antiguo ciclista alemán ya retirado. Debutó en 2006 con el equipo Milram Continental.

## Palmarés
2007
- 1 etapa de la Vuelta a Turingia

## Resultados en Grandes Vueltas
| Carrera | Carrera         | 2006 | 2007 | 2008 | 2009 |
| ------- | --------------- | ---- | ---- | ---- | ---- |
|         | Giro de Italia  | —    | —    | —    | —    |
|         | Tour de Francia | —    | —    | —    | —    |
|         | Vuelta a España | —    | —    | Ab.  | —    |

—: no participa

Ab.: abandono